# Astronautika u 2019.
◄◄ | ◄ | 2016. | 2017. | 2018. | 2019.  | 2020. | 2021. | 2022. | ► | ►►
Arhitektura • Astronautika • Astronomija • Biologija • Film • Fotografija • Glazba • Kazalište • Kemija • Kiparstvo • Knjige • Književnost • Kršćanstvo • Meteorologija • Medicina • Planinarstvo • Politika • Pravo • Promet • Slikarstvo • Strip • Šport • Televizija • Znanost • Zrakoplovstvo • Željeznički promet
Astronautika u 2019.

## Svemirske letjelice

### Orbitalne i suborbitalne letjelice
- 25. srpnja – Prvi komercijalni let u stratosferu u Hrvatskoj.[1][2]

### Letovi prema Mjesecu i tijelima Sunčevog sustava
- 13. veljače – Pokušaji da se obnovi komunikacija s Opportunityem prekinuti su.

## Vanjske poveznice
|  | Zajednički poslužitelj ima još gradiva o temi Svemirski letovi u 2019. |